# Związek Socjalistycznych Republik Radzieckich na Zimowych Igrzyskach Olimpijskich 1980
ZSRR na Zimowych Igrzyskach Olimpijskich 1980 reprezentowało 86 zawodników: 63 mężczyzn i 23 kobiet. Był to siódmy start reprezentacji ZSRR na zimowych igrzyskach olimpijskich.

## Zdobyte medale
| Medal  | Zawodnik | Dyscyplina           | Konkurencja                  | Rezultat     |
| ------ | --- | -------------------- | ---------------------------- | ------------ |
| Złoto  | Anatolij Alabjew | Biathlon             | Bieg na 20 km mężczyzn       | 1:08:16.31 h |
| Złoto  | Władimir Alikin Aleksandr Tichonow Władimir Barnaszow Anatolij Alabjew | Biathlon             | Sztafeta 4 x 7,5 km mężczyzn | 1:34:03.27 h |
| Złoto  | Nikołaj Zimiatow | Biegi narciarskie    | Bieg na 30 km mężczyzn       | 1:27:02.80 h |
| Złoto  | Nikołaj Zimiatow | Biegi narciarskie    | Bieg na 50 km mężczyzn       | 2:27:24.60 h |
| Złoto  | Wasilij Roczew Nikołaj Bażukow Jewgienij Bielajew Nikołaj Zimiatow | Biegi narciarskie    | Sztafeta 4 x 10 km mężczyzn  | 1:57:03.46 h |
| Złoto  | Raisa Smietanina | Biegi narciarskie    | Bieg na 5 km kobiet          | 15:06.92 min |
| Złoto  | Irina Rodnina Aleksandr Zajcew | Łyżwiarstwo figurowe | Pary sportowe                | 147.26 pkt   |
| Złoto  | Natalja Liniczuk Giennadij Karponosow | Łyżwiarstwo figurowe | Taniec na lodzie             | 205.48 pkt   |
| Złoto  | Natalja Pietrusiowa | Łyżwiarstwo szybkie  | Bieg na 1000 m kobiet        | 1:24.10 min  |
| Złoto  | Wiera Zozula | Saneczkarstwo        | Jedynki kobiet               | 2:36.537 min |
| Srebro | Władimir Alikin | Biathlon             | Bieg na 10 km mężczyzn       | 32:53.10 min |
| Srebro | Wasilij Roczew | Biegi narciarskie    | Bieg na 30 km mężczyzn       | 1:27:34.22 h |
| Srebro | Nina Fiodorowa Nina Roczewa Galina Kułakowa Raisa Smietanina | Biegi narciarskie    | Sztafeta 4 x 5 km kobiet     | 1:02:11.10 h |
| Srebro | Władimir Myszkin, Władisław Trietjak, Wiaczesław Fietisow, Wasilij Pierwuchin, Walerij Wasiljew, Aleksiej Kasatonow, Siergiej Starikow, Zinetuła Bilaletdinow, Władimir Krutow, Aleksandr Malcew, Jurij Lebiediew, Boris Michajłow, Władimir Pietrow, Walerij Charłamow, Helmuts Balderis, Wiktor Żłuktow, Aleksandr Golikow, Siergiej Makarow, Władimir Golikow, Aleksandr Skworcow | Hokej na lodzie      | Mężczyźni                    |              |
| Srebro | Marina Czerkasowa Siergiej Szachraj | Łyżwiarstwo figurowe | Pary sportowe                | 143.80 pkt   |
| Srebro | Jewgienij Kulikow | Łyżwiarstwo szybkie  | Bieg na 500 m mężczyzn       | 38.37 s      |
| Brąz   | Anatolij Alabjew | Biathlon             | Bieg na 10 km mężczyzn       | 33:09.16 min |
| Brąz   | Aleksandr Zawjałow | Biegi narciarskie    | Bieg na 50 km mężczyzn       | 2:30:51.52 h |
| Brąz   | Irina Moisiejewa Andriej Minienkow | Łyżwiarstwo figurowe | Taniec na lodzie             | 201.86 pkt   |
| Brąz   | Władimir Łobanow | Łyżwiarstwo szybkie  | Bieg na 1000 m mężczyzn      | 1:16.91 min  |
| Brąz   | Natalja Pietrusiowa | Łyżwiarstwo szybkie  | Bieg na 500 m kobiet         | 42.42 s      |
| Brąz   | Ingrīda Amantova | Saneczkarstwo        | Jedynki kobiet               | 2:37.817 min |

## Skład kadry

### Biathlon
Mężczyźni
| Zawodnik                                                               | Konkurencja         | Kary | Łączny czas | Pozycja |
| ---------------------------------------------------------------------- | ------------------- | ---- | ----------- | ------- |
| Władimir Alikin                                                        | Bieg na 10 km       | 0    | 32:53.10    | srebro  |
| Anatolij Alabjew                                                       | Bieg na 10 km       | 1    | 33:09.16    | brąz    |
| Aleksandr Tichonow                                                     | Bieg na 10 km       | 2    | 34:14.88    | 9.      |
| Władimir Alikin Aleksandr Tichonow Władimir Barnaszow Anatolij Alabjew | Sztafeta 4 × 7,5 km | 0    | 1:34:03.27  | złoto   |

| Zawodnik           | Konkurencja   | czas biegu | Kary | Łączny czas | Pozycja |
| ------------------ | ------------- | ---------- | ---- | ----------- | ------- |
| Anatolij Alabjew   | Bieg na 20 km | 1:06:05.30 | 0:00 | 1:06:05.30  | złoto   |
| Władimir Barnaszow | Bieg na 20 km | 1:07:49.49 | 4:00 | 1:11:49.49  | 7.      |
| Władimir Alikin    | Bieg na 20 km | 1:06:05.30 | 5:00 | 1:12:05.30  | 8.      |

### Biegi narciarskie
Mężczyźni
| Zawodnik                                                           | Konkurencja        | Czas       | Pozycja |
| ------------------------------------------------------------------ | ------------------ | ---------- | ------- |
| Wasilij Roczew                                                     | Bieg na 15 km      | 43:16.86   | 13.     |
| Aleksandr Zawjałow                                                 | Bieg na 15 km      | 43:00.81   | 7.      |
| Jewgienij Bielajew                                                 | Bieg na 15 km      | 42:46.02   | 5.      |
| Nikołaj Zimiatow                                                   | Bieg na 15 km      | 42:33.96   | 4.      |
| Nikołaj Bażukow                                                    | Bieg na 30 km      | 1:31:06.28 | 14.     |
| Jewgienij Bielajew                                                 | Bieg na 30 km      | 1:30:35.32 | 11.     |
| Wasilij Roczew                                                     | Bieg na 30 km      | 1:27:34.22 | srebro  |
| Nikołaj Zimiatow                                                   | Bieg na 30 km      | 1:27:02.80 | złoto   |
| Jewgienij Bielajew                                                 | Bieg na 50 km      | 2:31:21.19 | 6.      |
| Siergiej Sawieljew                                                 | Bieg na 50 km      | 2:31:15.82 | 5.      |
| Aleksandr Zawjałow                                                 | Bieg na 50 km      | 2:30:51.52 | brąz    |
| Nikołaj Zimiatow                                                   | Bieg na 50 km      | 2:27:24.60 | złoto   |
| Wasilij Roczew Nikołaj Bażukow Jewgienij Bielajew Nikołaj Zimiatow | Sztafeta 4 × 10 km | 1:57:03.46 | złoto   |

Kobiety
| Zawodniczka                                                  | Konkurencja       | czas       | Pozycja |
| ------------------------------------------------------------ | ----------------- | ---------- | ------- |
| Nina Roczewa                                                 | Bieg na 5 km      | 15:50.39   | 15.     |
| Galina Kułakowa                                              | Bieg na 5 km      | 15:29.58   | 6.      |
| Nina Fiodorowa                                               | Bieg na 5 km      | 15:29.03   | 5.      |
| Raisa Smietanina                                             | Bieg na 5 km      | 15:06.92   | złoto   |
| Iraida Susłowa                                               | Bieg na 10 km     | 31:48.39   | 14.     |
| Nina Fiodorowa                                               | Bieg na 10 km     | 31:22.93   | 6.      |
| Galina Kułakowa                                              | Bieg na 10 km     | 30:58.46   | 5.      |
| Raisa Smietanina                                             | Bieg na 10 km     | 30:54.48   | 4.      |
| Nina Fiodorowa Nina Roczewa Galina Kułakowa Raisa Smietanina | Sztafeta 4 × 5 km | 1:03:18.30 | srebro  |

### Hokej na lodzie
Reprezentacja mężczyzn
| - Władimir Myszkin - Władisław Trietjak - Wiaczesław Fietisow - Wasilij Pierwuchin - Walerij Wasiljew - Aleksiej Kasatonow - Siergiej Starikow - Zinetuła Bilaletdinow - Władimir Krutow - Aleksandr Malcew |  | - Jurij Lebiediew - Boris Michajłow - Władimir Pietrow - Walerij Charłamow - Helmuts Balderis - Wiktor Żłuktow - Aleksandr Golikow - Siergiej Makarow - Władimir Golikow - Aleksandr Skworcow |

#### Runda wstępna
| Drużyna   | M | Mecze | Mecze | Mecze | Bramki | Bramki | Bramki | Pkt | Uwagi |
| Drużyna   | M | W     | R     | P     | +      | -      | +/-    | Pkt | Uwagi |
| --------- | - | ----- | ----- | ----- | ------ | ------ | ------ | --- | ----- |
| ZSRR      | 5 | 5     | 0     | 0     | 51     | 11     | +40    | 10  |       |
| Finlandia | 5 | 3     | 2     | 0     | 26     | 18     | +8     | 6   |       |
| Kanada    | 5 | 3     | 2     | 0     | 28     | 12     | +14    | 6   |       |
| Polska    | 5 | 2     | 3     | 0     | 15     | 23     | -8     | 4   |       |
| Holandia  | 5 | 1     | 3     | 1     | 16     | 43     | -27    | 3   |       |
| Japonia   | 5 | 0     | 4     | 1     | 7      | 36     | -29    | 1   |       |

Wyniki
Godziny zostały podane według czasu UTC-05:00.
| 12 lutego 1980 | Japonia | 0:16 | ZSRR | Olympic Fieldhouse |

| Godzina: 20:40 |  | (0:8, 0:5, 0:3) | S.Starikow 03:42 W.Charłamow 07:55 W.Golikow 09:47 W.Fietisow 12:19 W.Golikow 14:59 H.balderis 17:30 W.Golikow 19:00 W.Golikow 19:27 W.Pietrow 20:06 A.Kasatonow 21:20 S.Markow 24:20 B.Michajłow 26:33 W.Fietisow 38:06 W.Żłuktow 46:26 W.Pietrow 51:21 W.Golikow 54:49 | Sędzia główny: Josef Kompalla |

| 14 lutego 1980 | Holandia | 4:17 | ZSRR | Olympic Arena |

| Godzina: 16:30 | H.Hille 11:51 C.De Graauw 33:49 D.De Cloe 41:52 C.De Graauw 56:14 | (1:8, 1:7, 2:2) | W.Fietisow 04:24 W.Krutow 04:43 W.Wasiljew 09:59 W.Pietrow 10:12 W.Charłamow 11:43 J.Lebiediew 14:41 A.Malcew 16:41 J.Lebiediew 19:19 W.Żłuktow 21:41 J.Lebiediew 22:02 A.Golikow 24:32 A.Golikow 30:21 W.Krutow 31:07 W.Krutow 36:09 A.Malcew 39:14 S.Makarow 47:12 S.Makarow 56:21 | Sędzia główny: Vladimir Šubrt |

| 16 lutego 1980 | ZSRR | 8:1 | Polska | Olympic Fieldhouse |

| Godzina: 16:30 | A.Skworcow 01:53 H.Balderis 10:27 H.Balderis 10:36 B.Michaiłow 13:37 H.Balderis 23:13 W.Charłamow 25:19 Z.Bilaletdinow 43:41 A.Malcew 48:58 | (5:1, 1:0, 2:0) | A.Małysiak 17:15 | Sędzia główny: Jim Neagles |

| 18 lutego 1980 | Finlandia | 2:4 | ZSRR | Olympic Fieldhouse |

| Godzina: 17:00 | J.Porvari 17:44 J.Porvari 42:38 | (1:0, 0:1, 1:3) | W.Fietisow 36:01 W.Krutow 54:59 A.Malcew 56:07 B.Michajłow 56:18 | Sędzia główny: Haley |

| 20 lutego 1980 | ZSRR | 6:4 | Kanada | Olympic Fieldhouse |

| Godzina: 17:00 | H.balderis 13:42 A.Kasatonow 39:47 B.michajłow 41:53 W.Golikow 42:05 B.Michajłow 48:41 W.Golikow 56:51 | (1:1, 1:2, 4:1) | J.Nill 01:35 R.Gregg 20:19 B.Pirie 22:38 D.D'Alvise 43:05 | Sędzia główny: Jim Neagles |

#### Runda finałowa
Zespoły które zajęły w swoich grupach pierwsze 2 miejsca, zmierzyły się ze sobą w rundzie finałowej, przy czym wyniki spotkań w grupach eliminacyjnych liczyły się w tej rundzie.
|  | Finlandia | 2:4 | ZSRR |  |

|  |  |  |  |  |

| Drużyna           | M | Mecze | Mecze | Mecze | Bramki | Bramki | Bramki | Pkt | Uwagi |
| Drużyna           | M | W     | R     | P     | +      | -      | +/-    | Pkt | Uwagi |
| ----------------- | - | ----- | ----- | ----- | ------ | ------ | ------ | --- | ----- |
| Stany Zjednoczone | 3 | 2     | 0     | 1     | 10     | 7      | +3     | 5   |       |
| ZSRR              | 3 | 2     | 1     | 0     | 16     | 8      | +8     | 4   |       |
| Szwecja           | 3 | 0     | 1     | 2     | 7      | 14     | -7     | 2   |       |
| Finlandia         | 3 | 0     | 2     | 1     | 7      | 11     | -4     | 1   |       |

| 22 lutego 1980 | Stany Zjednoczone | 4:3 | ZSRR | Olympic Fieldhouse |

| Godzina: 17:00 | W.Schneider 14:03 M.Johnson 19:59 M.Johnson 48:39 M.Eruzione 50:00 | (2:2, 0:1, 2:1) | W.Krutow 09:12 S.Makarow 17:34 A.Malcew 22:18 | Sędzia główny: Karl-Gustav Kaisla |

| 24 lutego 1980 | Szwecja | 2:9 | ZSRR | Olympic Fieldhouse |

| Godzina: 14:30 | M.AAhleberg 49:17 L.Holmgren 54:21 | (0:4, 0:5, 2:0) | W.Pietrow 00:36 S.Makarow 05:52 A.Malcew 10:31 B>Michajłow 17:38 W.Wasiljew 20:33 W.Krutow 27:18 A.Skworcow 28:14 W.Żłuktow 34:51 W.Fietisow 35:02 | Sędzia główny: Haley |

#### Najlepsi strzelcy
| Miejsce | Zawodnik          | Rozegranych meczów | Bramek | Asyst | Punkty |
| ------- | ----------------- | ------------------ | ------ | ----- | ------ |
| 4.      | Aleksandr Golikow | 7                  | 7      | 6     | 13     |
| 6.      | Boris Michajłow   | 7                  | 6      | 5     | 11     |
| 6.      | Władimir Krutow   | 7                  | 6      | 5     | 11     |
| 9.      | Siergiej Makarow  | 7                  | 5      | 6     | 11     |

### Kombinacja norweska
Mężczyźni
| Zawodnik             | Konkurencja   | Bieg narciarski | Bieg narciarski | Bieg narciarski | Skoki narciarskie | Skoki narciarskie | Skoki narciarskie | Skoki narciarskie | Łącznie | Pozycja |
| Zawodnik             | Konkurencja   | Czas biegu      | Pozycja         | Punkty          | Dystans 1         | Dystans 2         | Punkty            | Pozycja           | Łącznie | Pozycja |
| -------------------- | ------------- | --------------- | --------------- | --------------- | ----------------- | ----------------- | ----------------- | ----------------- | ------- | ------- |
| Fjodor Koltšin       | Indywidualnie | 48:08.8         | 3.              | 216.355         | 70.0              | 70.0              | 171.0             | 26.               | 387.355 | 15.     |
| Siergiej Omiełczenko | Indywidualnie | 49:33.6         | 10.             | 203.635         | 72.5              | 75.0              | 176.3             | 21.               | 379.935 | 19.     |
| Aleksandr Majorow    | Indywidualnie | 48:19.6         | 6.              | 214.735         | 75.5              | 78.0              | 194.4             | 13.               | 409.135 | 7.      |

### Łyżwiarstwo figurowe
| Zawodnik                              | Konkurencja   | Nota   | Pozycja |
| ------------------------------------- | ------------- | ------ | ------- |
| Władimir Kowalow                      | Soliści       | DNF    | -       |
| Konstantin Kokora                     | Soliści       | 168.18 | 10.     |
| Igor Bobrin                           | Soliści       | 177.40 | 6.      |
| Kira Iwanowa                          | Solistki      | 161.54 | 16.     |
| Marina Piestowa Stanisław Leonowicz   | Pary sportowe | 141.14 | 4.      |
| Marina Czerkasowa Siergiej Szachraj   | Pary sportowe | 143.80 | srebro  |
| Irina Rodnina Aleksandr Zajcew        | Pary sportowe | 147.26 | złoto   |
| Natalja Biestiemjanowa Andriej Bukin  | Pary taneczne | 188.18 | 8.      |
| Irina Moisiejewa Andriej Minienkow    | Pary taneczne | 201.86 | brąz    |
| Natalja Liniczuk Giennadij Karponosow | Pary taneczne | 205.48 | złoto   |

### Łyżwiarstwo szybkie
Mężczyźni
| Zawodnik              | Konkurencja   | Konkurencja   | Konkurencja    | Konkurencja    | Konkurencja    | Konkurencja    | Konkurencja    | Konkurencja    | Konkurencja      | Konkurencja      |
| Zawodnik              | Bieg na 500 m | Bieg na 500 m | Bieg na 1000 m | Bieg na 1000 m | Bieg na 1500 m | Bieg na 1500 m | Bieg na 5000 m | Bieg na 5000 m | Bieg na 10 000 m | Bieg na 10 000 m |
| Zawodnik              | Czas          | Miejsce       | Czas           | Miejsce        | Czas           | Miejsce        | Czas           | Miejsce        | Czas             | Miejsce          |
| --------------------- | ------------- | ------------- | -------------- | -------------- | -------------- | -------------- | -------------- | -------------- | ---------------- | ---------------- |
| Siergiej Chlebnikow   | 39.25         | 15.           | 1:17.96        | 9.             |                |                |                |                |                  |                  |
| Anatolij Miediennikow | 38.88         | 7.            | 1:18.92        | 15.            |                |                |                |                |                  |                  |
| Jewgienij Kulikow     | 38.37         | srebro        |                |                |                |                |                |                |                  |                  |
| Władimir Łobanow      |               |               | 1:16.91        | brąz           | 1:59.30        | 8.             |                |                |                  |                  |
| Jewhen Sołunski       |               |               |                |                | 1:59.47        | 9.             |                |                |                  |                  |
| Jurij Kondakow        |               |               |                |                | 1:57.36        | 5.             |                |                |                  |                  |
| Siergiej Bieriezin    |               |               |                |                |                |                | 7:19.93        | 15.            | 15:04.68         | 10.              |
| Dmirtij Ogłoblin      |               |               |                |                |                |                | 7:16.92        | 13.            | 15:20.14         | 16.              |
| Wiktor Loskin         |               |               |                |                |                |                | 7:16.24        | 11.            | 14:51.72         | 7.               |

Kobiety
| Zawodniczka         | Konkurencja   | Konkurencja   | Konkurencja    | Konkurencja    | Konkurencja    | Konkurencja    | Konkurencja    | Konkurencja    |
| Zawodniczka         | Bieg na 500 m | Bieg na 500 m | Bieg na 1000 m | Bieg na 1000 m | Bieg na 1500 m | Bieg na 1500 m | Bieg na 3000 m | Bieg na 3000 m |
| Zawodniczka         | Czas          | Miejsce       | Czas           | Miejsce        | Czas           | Miejsce        | Czas           | Miejsce        |
| ------------------- | ------------- | ------------- | -------------- | -------------- | -------------- | -------------- | -------------- | -------------- |
| Irina Kuleszowa     | 43.50         | 10.           | 1:29.94        | 20.            |                |                |                |                |
| Tatjana Tarasowa    | 43.26         | 8.            |                |                |                |                |                |                |
| Natalja Pietrusiowa | 42.42         | brąz          | 1:24.50 OR     | złoto          | 2:14.15        | 8.             | 4:42.59        | 8.             |
| Walentina Łalenkowa |               |               | 1:28.57        | 11.            |                |                | 4:51.72        | 17.            |
| Wiera Bryndziej     |               |               |                |                | 2:16.32        | 18.            |                |                |
| Tatjana Awierina    |               |               |                |                | 2:16.32        | 18.            |                |                |
| Olga Pleszkowa      |               |               |                |                |                |                | 4:43.11        | 9.             |

### Narciarstwo alpejskie
Mężczyźni
| Zawodnik           | Konkurencja | Konkurencja | Konkurencja       | Konkurencja       | Konkurencja   | Konkurencja   | Konkurencja       | Konkurencja       | Konkurencja      | Konkurencja      |
| Zawodnik           | Zjazd       | Zjazd       | Slalom gigant     | Slalom gigant     | Slalom gigant | Slalom gigant | Slalom specjalny  | Slalom specjalny  | Slalom specjalny | Slalom specjalny |
| Zawodnik           | Czas        | Pozycja     | Czas 1. przejazdu | Czas 2. przejazdu | Czas łączny   | Pozycje       | Czas 1. przejazdu | Czas 2. przejazdu | Czas łączny      | Pozycja          |
| ------------------ | ----------- | ----------- | ----------------- | ----------------- | ------------- | ------------- | ----------------- | ----------------- | ---------------- | ---------------- |
| Władimir Andriejew |             |             | 1:22.19           | 1:22.75           | 2:44.94       | 15.           | 54.97             | 51.68             | 1:46.65          | 9.               |
| Walerij Cyganow    | 1:47.34     | 8.          | 1:21.22           | DNF               | -             | -             |                   |                   |                  |                  |
| Władimir Makiejew  | 1:49.87     | 22.         |                   |                   |               |               |                   |                   |                  |                  |
| Aleksandr Żyrow    |             |             | 1:21.53           | 1:22.54           | 2:44.07       | 9.            | DNF               | -                 | -                | -                |

Kobiety
| Zawodniczka           | Konkurencja | Konkurencja | Konkurencja       | Konkurencja       | Konkurencja   | Konkurencja   | Konkurencja       | Konkurencja       | Konkurencja      | Konkurencja      |
| Zawodniczka           | Zjazd       | Zjazd       | Slalom gigant     | Slalom gigant     | Slalom gigant | Slalom gigant | Slalom specjalny  | Slalom specjalny  | Slalom specjalny | Slalom specjalny |
| Zawodniczka           | Czas        | Pozycja     | Czas 1. przejazdu | Czas 2. przejazdu | Czas łączny   | Pozycje       | Czas 1. przejazdu | Czas 2. przejazdu | Czas łączny      | Pozycja          |
| --------------------- | ----------- | ----------- | ----------------- | ----------------- | ------------- | ------------- | ----------------- | ----------------- | ---------------- | ---------------- |
| Nadieżda Patrakiejewa |             |             | 1:17.44           | 1:29.65           | 2:47.09       | 12.           | 43.42             | 45.78             | 1:29.20          | 6.               |

### Saneczkarstwo
Mężczyźni
| Zawodnik                          | Konkurencja | Ślizg 1 | Ślizg 2  | Ślizg 3 | Ślizg 4 | Łącznie  | Pozycja |
| --------------------------------- | ----------- | ------- | -------- | ------- | ------- | -------- | ------- |
| Dainis Bremze                     | Jedynki     | 43.559  | 1:21.445 | DNF     | -       | DNF      | -       |
| Dainis Bremze Aigars Kriķis       | Dwójki      | 40.164  | 40.498   |         |         | 1:20.662 | 10.     |
| Walerij Jakuszyn Siergiej Danilin | Dwójki      | 39.951  | 45.193   |         |         | 1:25.144 | 17.     |

Kobiety
| Zawodniczka      | Konkurencja | Ślizg 1 | Ślizg 2 | Ślizg 3 | Ślizg 4 | Łącznie  | Pozycja |
| ---------------- | ----------- | ------- | ------- | ------- | ------- | -------- | ------- |
| Astra Rībena     | Jedynki     | 39.617  | 39.780  | 39.816  | 39.798  | 2:39.011 | 8.      |
| Ingrīda Amantova | Jedynki     | 39.346  | 39.488  | 39.610  | 39.373  | 2:37.817 | brąz    |
| Wiera Zozula     | Jedynki     | 38.978  | 39.167  | 39.271  | 39.121  | 2:36.537 | złoto   |

### Skoki narciarskie
Mężczyźni
| Konkurencja            | Skoczek            | Skok 1    | Skok 1 | Skok 2    | Skok 2 | Nota  | Pozycja |
| Konkurencja            | Skoczek            | odległość | Nota   | odległość | Nota   | Nota  | Pozycja |
| ---------------------- | ------------------ | --------- | ------ | --------- | ------ | ----- | ------- |
| Skocznia normalna K-86 | Andriej Szakirow   | 61.0      | 72.8   | 63.5      | 74.3   | 147.1 | 46.     |
| Skocznia normalna K-86 | Jurij Iwanow       | 71.0      | 93.8   | 78.0      | 106.5  | 200.3 | 33.     |
| Skocznia normalna K-86 | Władimir Własow    | 80.0      | 109.2  | 71.5      | 95.6   | 204.8 | 31.     |
| Skocznia normalna K-86 | Aleksiej Borowitin | 80.5      | 115.0  | 76.0      | 105.3  | 220.3 | 21.     |
| Skocznia duża K-114    | Aleksiej Borowitin | 91.5      | 91.8   | 96.0      | 101.6  | 193.4 | 36.     |
| Skocznia duża K-114    | Andriej Szakirow   | 96.5      | 99.3   | 90.0      | 87.7   | 187.0 | 39.     |
| Skocznia duża K-114    | Jurij Iwanow       | 97.0      | 103.5  | 92.0      | 93.5   | 197.0 | 34.     |
| Skocznia duża K-114    | Władimir Własow    | 97.0      | 103.5  | 96.5      | 101.8  | 205.3 | 28.     |